# Jean Wilson
Jean Wilson (Melbourne, 10 agosto 1944) è un'ex cestista australiana.

## Carriera
Con l'Australia ha disputato i Campionati mondiali del 1967.